# Biały Dwór (Rudy)

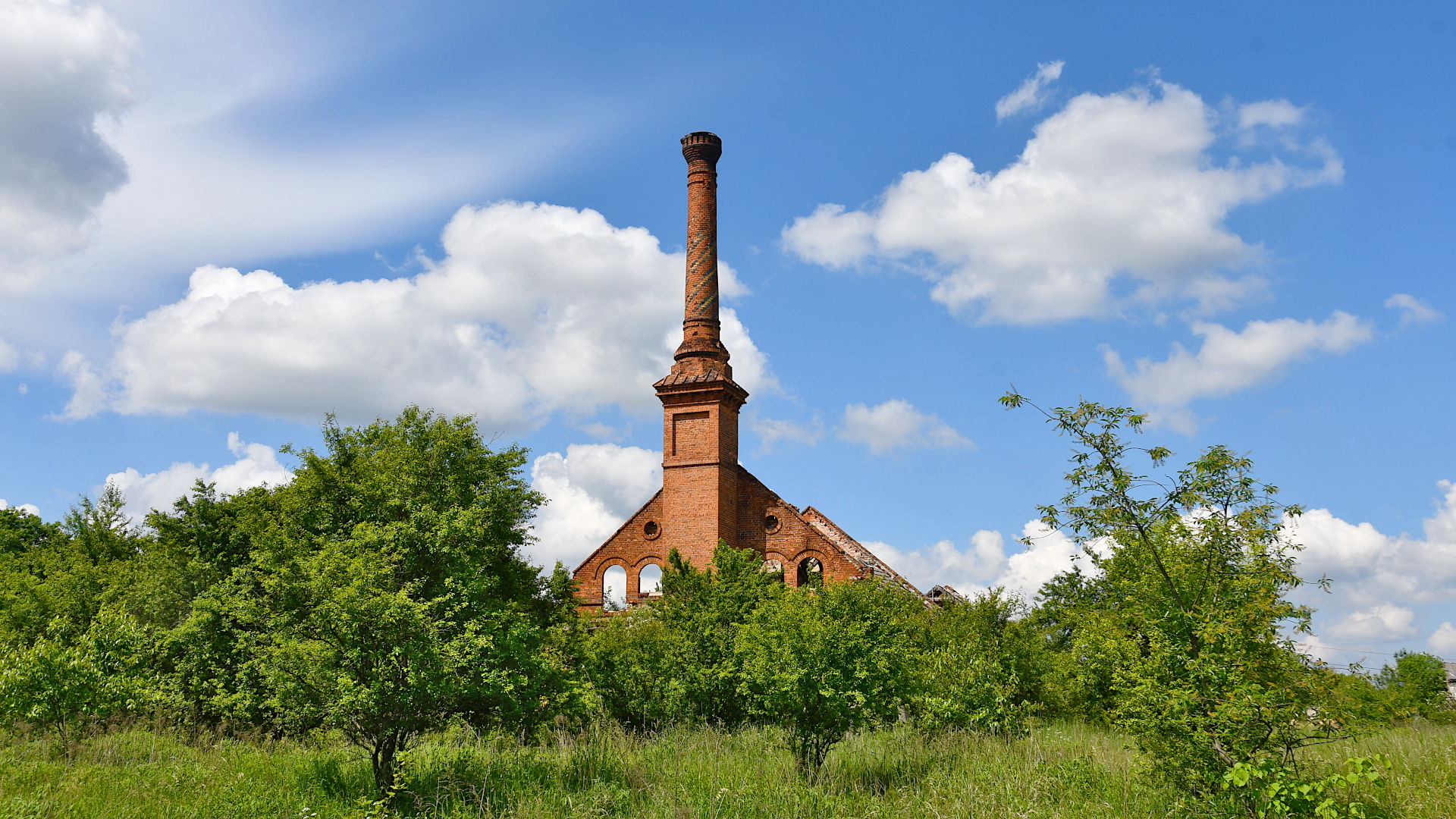
Ruiny dawnego folwarku cysterskiego

Biały Dwór (niem. Weiss Hof) – przysiółek wsi Rudy, w Polsce, w województwie śląskim, w powiecie raciborskim, w gminie Kuźnia Raciborska.
Najdalej na północ wysunięta część Rud, położony przy drodze wojewódzkiej nr 921.
Historycznie jest to dawny folwark cysterski z końca XIII wieku.